# 烟墩东站
烟墩东站，是兰新客运专线的一个高铁火车站，位于中国新疆维吾尔自治区哈密市伊州區大泉乡烟墩村境内，距离哈密市区55公里，已于2014年12月26日投入运营，隶属兰州铁路局管辖。

## 停车次数
每天在烟墩东站停靠的动车。

## 周边景区
- 哈密